# 윌리엄 맥두걸

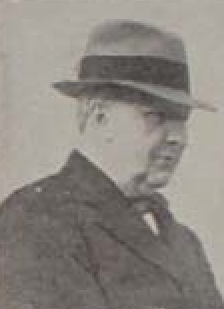

윌리엄 맥두걸(William McDougall, 1871년 6월 22일 ~ 1938년 11월 28일)은 20세기 심리학자이다. 첫 경력 중 일부를 영국에서 보냈으며 미국에서 후반을 보냈다. 영향력 있는 교과서를 많이 썼으며 영어 사용 국가들에서 본능과 사회심리학 이론의 중요한 개발을 했다.
맥두걸은 행동주의를 반대했다.

## 같이 보기
- 군중심리학
- 집단역학
- 사회심리학
- 라마르크주의